# Sistema alimentar
O termo sistema alimentar descreve os sistemas e processos interligados que influenciam a nutrição, a alimentação, a saúde, o desenvolvimento comunitário e a agricultura. Um sistema alimentar inclui todos os processos e infraestrutura envolvidos na alimentação de uma população: cultivo, colheita, processamento, embalamento, transporte, comercialização, consumo, distribuição e descarte de alimentos e itens relacionados com alimentos. Também inclui os insumos necessários e os resultados gerados em cada uma dessas etapas.
Os sistemas alimentares enquadram-se nos sistemas agroalimentares, que abrangem toda a gama de intervenientes e as suas atividades interligadas de valor acrescentado na produção primária de produtos agrícolas alimentares e não alimentares, bem como no armazenamento de alimentos, agregação, manuseamento pós-colheita, transporte, processamento, distribuição, marketing, descarte e consumo. Um sistema alimentar opera e é influenciado por contextos sociais, políticos, económicos, tecnológicos e ambientais. Também requer recursos humanos que proporcionem trabalho, investigação e educação. Os sistemas alimentares são convencionais ou alternativos de acordo com o seu modelo de vida útil dos alimentos, desde a origem até ao prato. Os sistemas alimentares dependem de uma multiplicidade de serviços ecossistémicos. Por exemplo, regulamentações naturais contra pragas, microrganismos que fornecem fixação de nitrogénio e polinizadores.
De acordo com o IPCC, o sistema alimentar global, incluindo todas as diversas indústrias envolvidas em sistemas alimentares sustentáveis e convencionais, proporciona emprego a mil milhões de pessoas. Este sistema alimentar global enfrenta uma série de desafios criados pelo impedimento de questões de segurança alimentar global criadas pelas alterações climáticas e pelas tensões não relacionadas com as alterações climáticas no sistema. Cerca de 34% do total das emissões de gases com efeito de estufa são atribuíveis ao sistema alimentar global. Em 2020, uma análise de evidências da UE concluiu que as emissões de gases do sistema alimentar estão em vias de aumentar 30-40% até 2050 devido ao crescimento populacional e às mudanças alimentares. É crucial construir a resiliência dos sistemas agroalimentares para que estes tenham a capacidade, ao longo do tempo, face a qualquer perturbação, de garantir de forma sustentável a disponibilidade e o acesso a alimentos suficientes, seguros e nutritivos para todos, e sustentar os meios de subsistência dos atores dos sistemas agroalimentares.
A transição para sistemas alimentares sustentáveis é fundamental para enfrentar desafios globais como as alterações climáticas, a fome, a perda de biodiversidade e a desflorestação. A resolução de problemas em cada fase do sistema pode ter efeitos em todo o sistema, pois 30-40 por cento dos alimentos produzidos são perdidos desde a pós-colheita até ao retalho e ao consumidor. A redução do desperdício alimentar reduz então os impactos ambientais da agricultura, tais como os impactos no uso da terra, e reduz os preços dos alimentos ou evita a escassez. A política internacional tem abordado cada vez mais a política a partir de uma perspetiva de sistemas alimentares: o Objetivo de Desenvolvimento Sustentável 2: Fome Zero e o Objetivo de Desenvolvimento Sustentável 12 : "consumo e produção responsáveis" focam-se em sistemas alimentares sustentáveis e em Setembro de 2021 as Nações Unidas acolheram a primeira Cimeira de Sistemas Alimentares.

## Sistemas alimentares convencionais
Os sistemas alimentares convencionais funcionam com base em economias de escala. Estes sistemas alimentares estão orientados para um modelo de produção que exige a maximização da eficiência, a fim de reduzir os custos de consumo e aumentar a produção global, e utilizam modelos económicos como a integração vertical, a especialização económica e o comércio global. A crescente degradação da qualidade do solo, as alterações climáticas e o crescimento da população mundial exercem pressão sobre as terras agrícolas, levando a inovações para aumentar a produtividade agrícola nas terras e no espaço urbano limitados disponíveis. Embora as práticas agrícolas convencionais tenham aumentado o rendimento das culturas através da utilização de uma agricultura inteligente em termos climáticos (CSA), os sistemas agrícolas de pequenos agricultores e o conhecimento limitado da CSA continuam a ser constrangimentos para desfrutar de economias de escala e de produção agrícola sustentável e segurança alimentar.
O termo "convencional" ao descrever sistemas alimentares deve-se em grande parte às comparações feitas a ele pelos proponentes de outros sistemas alimentares, conhecidos coletivamente como sistemas alimentares alternativos.

### História dos sistemas alimentares convencionais
O desenvolvimento dos sistemas alimentares remonta às origens da agricultura in situ e da produção de excedentes alimentares. Estes excedentes permitiram o desenvolvimento de áreas colonizadas e contribuíram para o desenvolvimento de civilizações antigas, particularmente aquelas do Crescente Fértil. O sistema de comércio associado à troca de alimentos também surgiu no Leste Asiático, América do Norte, América do Sul e África Subsaariana com mercadorias comuns como o sal, especiarias, peixes, grãos, etc. como as conquistas de Alexandre, o Grande, as Cruzadas, a expansão do Islão, as viagens de Marco Polo e a exploração e colonização das Américas pelos europeus levaram à introdução e redistribuição de novos alimentos para o mundo em geral, e os sistemas aliementares começaram a misturar-se à escala global. Após a Segunda Guerra Mundial, o advento da agricultura industrializada e de mecanismos de comércio global mais robustos evoluíram para os modelos de produção, apresentação, entrega e eliminação de alimentos que caracterizam hoje os sistemas alimentares convencionais.

### Impactos dos sistemas alimentares convencionais
O desenvolvimento de sistemas alimentares convencionais é diretamente responsável pela diminuição dos preços dos alimentos e pelo aumento da variedade alimentar. A eficiência agronómica é impulsionada pela necessidade de reduzir constantemente as despesas de produção, e essas poupanças podem então ser repassadas ao consumidor. Além disso, o advento da agricultura industrial e da infra-estrutura construída em torno de sistemas alimentares convencionais permitiu que a população mundial se expandisse para além das limitações da “catástrofe malthusiana”. De acordo com o IPCC, a oferta de alimentos per capita aumentou mais de 30% desde 1961.
No entanto, os sistemas alimentares convencionais baseiam-se em grande parte na disponibilidade de combustíveis fósseis baratos, que são necessários para a agricultura mecanizada, o fabrico ou recolha de fertilizantes químicos, o processamento de produtos alimentares e o embalamento dos alimentos. O aumento da disponibilidade de alimentos desde 1961 foi impulsionado principalmente por um aumento de 800% na utilização de fertilizantes azotados (que dependem de combustíveis fósseis) e pela elevada utilização de água (um aumento de mais de 100% desde 1961).
Os impactos destes intensos processos de recursos são muito variados: o processamento de alimentos começou quando o número de consumidores começou a proliferar. A procura de calorias baratas e eficientes aumentou, resultando num declínio nutricional; e a agricultura industrializada, devido à sua dependência de economias de escala para reduzir os custos de produção, muitas vezes leva ao comprometimento dos ecossistemas locais, regionais ou mesmo globais através do escoamento de fertilizantes, poluição de fontes difusas, e emissão de gases com efeito de estufa.
A necessidade de reduzir os custos de produção num mercado cada vez mais global pode fazer com que a produção de alimentos seja deslocada para áreas onde os custos económicos (mão-de-obra, impostos, etc.) são mais baixos ou as regulamentações ambientais são mais flexíveis, geralmente mais distantes dos mercados de consumo. Por exemplo, a maior parte do salmão vendido nos Estados Unidos é criado ao largo da costa do Chile, em grande parte devido a normas chilenas menos rigorosas relativamente à alimentação dos peixes e independentemente do facto de o salmão não ser originário das águas costeiras chilenas. A globalização da produção de alimentos pode resultar na perda dos sistemas alimentares tradicionais nos países menos desenvolvidos e ter impactos negativos na saúde da população, nos ecossistemas e nas culturas desses países. Como resultado destas forças, as estimativas de 2018 sugerem que 821 milhões de pessoas estão atualmente subnutridas e 2 mil milhões de adultos têm excesso de peso e são obesos.
A questão de ter acesso mínimo aos alimentos, ou acesso a alimentos principalmente não saudáveis, é frequentemente descrita em termos de segurança alimentar. A Cimeira Mundial da Alimentação de 1996 definiu a segurança alimentar como um estado em que “todas as pessoas, em todos os momentos, têm acesso físico e económico a alimentos suficientes, seguros e nutritivos para satisfazer as suas necessidades dietéticas e preferências alimentares para uma vida ativa e saudável". Muitos grupos argumentam que a segurança alimentar é em grande parte determinada pelo estatuto socioeconómico, raça, etnia ou outras categorias socialmente definidas de uma determinada pessoa, tornando o acesso aos alimentos uma questão de justiça social. Isto deu origem a numerosos movimentos sociais cujo objetivo é aumentar o acesso a alimentos saudáveis e culturalmente apropriados, entre uma ampla variedade de grupos. Estes movimentos são frequentemente descritos como pertencentes a um movimento mais significativo pela justiça alimentar.
Os cientistas estimaram os extensos riscos de poluição por pesticidas em todo o mundo com um novo modelo ambiental e descobriram que um terço das terras agrícolas globais correm alto risco de tal poluição, das quais um terço são regiões de elevada biodiversidade.

## Impactos ocultos
Estudos recentes destinados a medir e avaliar os custos ocultos dos sistemas agroalimentares têm utilizado a True Cost Accounting (TCA), uma abordagem contabilística que mede e valoriza os impactos ocultos das atividades económicas no ambiente, na sociedade e na saúde. Estes impactos são considerados ocultos porque não se refletem nos preços de mercado dos produtos e serviços, ou seja, não são incluídos nas contas de lucros e perdas operacionais.

Custos ocultos quantificados dos sistemas agroalimentares por categoria de custo (esquerda) e subcategoria (direita), 2020

O âmbito destes estudos difere dependendo da questão de investigação abordada, da cobertura geográfica e dos impactos ocultos a serem incluídos na análise. Existem muitos impactos ocultos e alguns são difíceis de medir ou quantificar. Por exemplo, as externalidades ambientais, como as emissões de GEE, são fáceis de incluir em qualquer análise de TCA devido à ampla disponibilidade de dados relevantes. Contudo, os impactos ocultos relacionados com os capitais humanos e sociais podem ser mais difíceis de encontrar. Os exemplos incluem impactos nas condições de trabalho (capital humano) e na identidade cultural (capital social).
Em 2019, um estudo do Banco Mundial estimou os custos ocultos das doenças de origem alimentar (provenientes de alimentos não seguros) em países de baixo e médio rendimento e concluiu que estes ascendiam a 95,2 mil milhões de dólares.
Três outros estudos tentaram estimar os custos ocultos dos sistemas agroalimentares globais. FOLU (2019) estimou-os em 12 biliões de dólares, enquanto Hendricks et al (2023) estimou-os em 19 biliões de dólares. No entanto, este último reconhece a incerteza na estimativa e conclui que o valor ficaria entre 7,2 biliões de dólares e 51,8 biliões de dólares. A terceira estimativa da edição de 2023 do relatório da FAO: "O Estado da Alimentação e da Agricultura" estima que os custos ocultos globais dos sistemas agroalimentares sejam de 12,7 biliões de dólares. Este estudo também reconhece a incerteza na estimativa. O relatório da FAO mostra que o valor global dos custos ocultos tem 95 por cento de probabilidades de ser pelo menos 10,8 biliões de dólares e 5 por cento de probabilidades de ser pelo menos 16 biliões de dólares. Diferentemente dos outros dois estudos, o relatório da FAO avalia os custos ocultos dos sistemas agroalimentares a nível nacional para 154 países. Afirma que estes números nacionais são consistentes e comparáveis, abrangendo as principais dimensões (ou seja, ambientais, de saúde e sociais) dos custos ocultos do sistema agroalimentar, permitindo não só a comparação entre países, mas também entre as diferentes dimensões.

## Sistemas alimentares sustentáveis
Sistema alimentar sustentável é o conjunto de atividades envolvidas na produção, processamento, distribuição, preparo, consumo e descarte de alimentos que impactam a saúde global e questões socioeconômicas e ambientais cujo objetivo é garantir a segurança alimentar e nutricional. Abrange os seguintes subsistemas: cadeia de produção e distribuição de alimentos que consiste em atividades desde a produção até o consumo do alimento e o descarte de seus resíduos; ambientes alimentares que se referem às condições físicas, econômicas, políticas e socioculturais que criam e moldam as preferências e escolhas alimentares e o estado nutricional dos indivíduos por meio da disponibilidade e acesso físico (proximidade), acesso econômico (preço acessível), propaganda e informação e qualidade e segurança alimentar, e comportamento alimentar compreendendo as ações e hábitos de compra, armazenamento, preparação, cozimento e descarte no âmbito doméstico.
O sistema alimentar sustentável impacta positivamente as dimensões econômica, social e ambiental. Na dimensão econômica, para que seja considerado sustentável, o sistema alimentar deve beneficiar ou agregar valor econômico à renda dos trabalhadores, lucros para as empresas e melhorar a cadeia de fornecimento para os consumidores. Quanto ao âmbito social, deve haver equidade na distribuição do valor econômico agregado, contribuindo com a saúde e nutrição, tradições culturais, condições de trabalho e bem-estar animal. Já em relação ao aspecto ambiental, o sistema alimentar sustentável deve assegurar que os impactos de suas atividades no meio ambiente sejam neutros ou positivos considerando a biodiversidade, a saúde da água e do solo, a saúde da fauna e da flora, pegada de carbono, pegada hídrica, desperdício de alimentos e toxicidade.
- figura 1. Modelos de organização sustentável de uma sociedade

### Sistemas alimentares locais

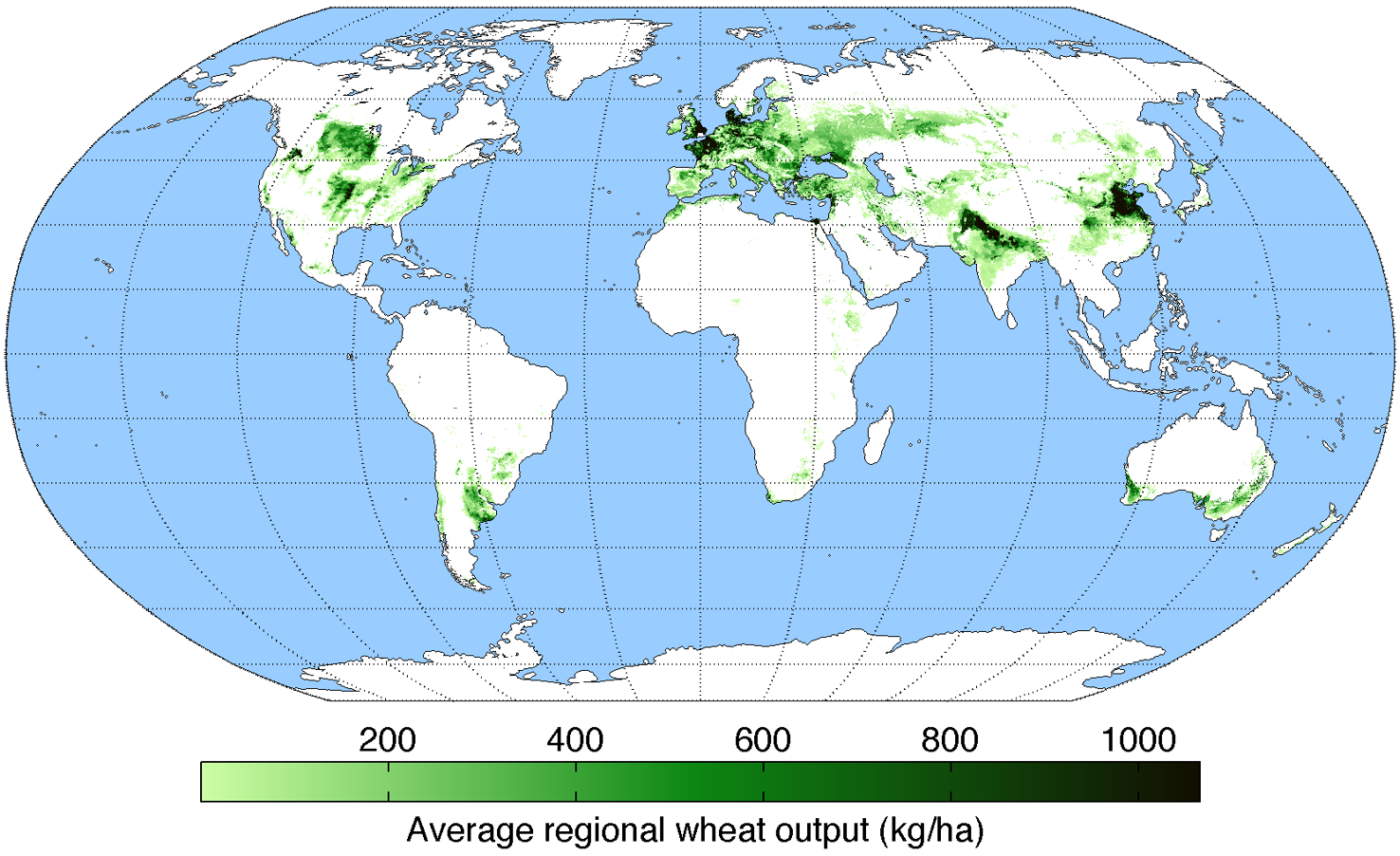
Um mapa da produção de trigo (percentagem média de terra usada para sua produção vezes o rendimento médio em cada célula da grelha) em todo o mundo

Os sistemas alimentares locais são redes de produção e consumo de alimentos que pretendem ser geográfica e economicamente acessíveis e diretas. Eles contrastam com os sistemas alimentares industriais por operarem com transporte reduzido de alimentos e marketing mais direto, levando a menos pessoas entre o agricultor e o consumidor. Como resultado, as relações desenvolvidas nos sistemas alimentares locais emergem de interações presenciais, conduzindo potencialmente a um sentimento mais forte de confiança e de ligação social entre os intervenientes. Além disso, os consumidores também podem incentivar os agricultores a serem amigos do ambiente, ensinando-lhes práticas como a agricultura biológica. Como resultado, alguns estudiosos sugerem que os sistemas alimentares locais são uma boa forma de revitalizar uma comunidade. A diminuição da distância do transporte de alimentos também tem sido promovida pelos seus benefícios ambientais. Além disso, os agricultores podem desfrutar de uma melhor qualidade de vida porque a produção de alimentos mais saudáveis lhes permitirá receber mais e não viver abaixo do limiar da pobreza.
Tanto os defensores como os críticos dos sistemas alimentares locais alertam que estes podem levar a atitudes estreitas e introspetivas ou a um «patriotismo alimentar local», e que os prémios de preços e as culturas alimentares locais podem ser elitistas e exclusivos. Em contraste, muitos ativistas da soberania alimentar argumentam que a produção local de alimentos é essencial para alcançar a segurança alimentar, especialmente entre as comunidades indígenas e, portanto, é crucial para a saúde pública dessas comunidades.
Exemplos de sistemas alimentares locais incluem a agricultura apoiada pela comunidade, mercados agrícolas e programas da agricultura para a escola. Eles têm sido associados à Dieta das 100 Milhas e à Dieta de Baixo Carbono, bem como ao movimento slow food. O movimento pela soberania alimentar também está relacionado com a produção local de alimentos. Os ativistas da soberania alimentar argumentam que as comunidades locais não devem apenas ter acesso a alimentos nutritivos e culturalmente apropriados, mas que essas comunidades também devem ser capazes de definir os meios pelos quais os seus alimentos são produzidos. Várias formas de agricultura urbana localizam a produção de alimentos em áreas densamente povoadas, não tradicionalmente associadas à agricultura. A partilha de hortas, em que os proprietários urbanos e suburbanos oferecem acesso à terra aos produtores de alimentos em troca de uma parte da colheita, é uma tendência relativamente nova, no extremo da produção local direta de alimentos.
Um estudo da FAO sobre redes de transporte de alimentos de 90 países conclui que onde os alimentos são transportados mais localmente e onde a rede é mais densa – como em países de rendimento elevado e países densamente povoados como a China, a Índia, a Nigéria e o Paquistão –, perturbações sistemáticas (ou seja, eventos adversos), têm um impacto muito menor no aumento do tempo de viagem e nos custos dos alimentos do que quando os alimentos são transportados por distâncias maiores.

### Sistemas alimentares biológicos

Uma certificação biológica.

Os sistemas alimentares biológicos são caracterizados por uma dependência reduzida de fatores de produção químicos e por uma preocupação crescente com a transparência e a informação. Os produtos biológicos são cultivados sem os pesticidas químicos e fertilizantes dos sistemas alimentares industriais, e o gado é criado sem o uso de antibióticos ou hormonas de crescimento. A redução dos fatores de produção da agricultura biológica também pode levar a uma maior dependência do conhecimento local, criando uma comunidade de conhecimento mais forte entre os agricultores. A transparência da informação alimentar é vital para os sistemas alimentares biológicos como um meio através do qual os consumidores são capazes de identificar os alimentos biológicos. Como resultado, surgiram vários organismos de certificação em sistemas de alimentos biológicos que estabelecem os padrões para a identificação biológica. A agricultura biológica é promovida pelos benefícios ecológicos da redução da aplicação de produtos químicos, pelos benefícios para a saúde do menor consumo de produtos químicos, pelos benefícios económicos que resultam para os agricultores através de um preço mais elevado e pelos benefícios sociais do aumento da transparência no sistema alimentar.
Os sistemas alimentares biológicos têm sido criticados por serem elitistas e inacessíveis como os sistemas alimentares locais. Os críticos também sugeriram que a agricultura biológica foi convencionalizada de tal forma que imita os sistemas alimentares industriais usando pesticidas e fertilizantes de origem orgânica.

### Cooperativas em sistemas alimentares

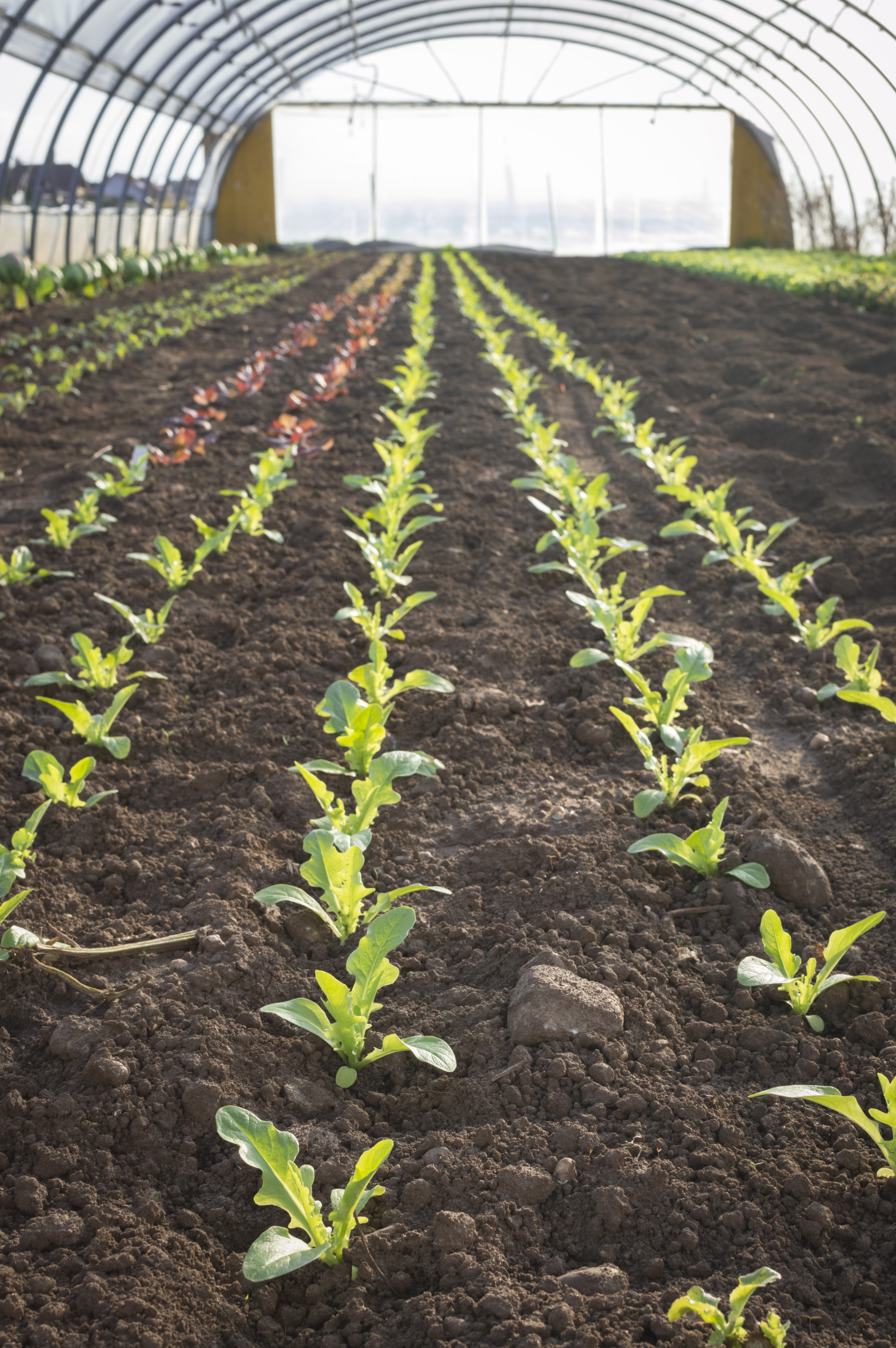
Uma estufa com salada de uma cooperativa

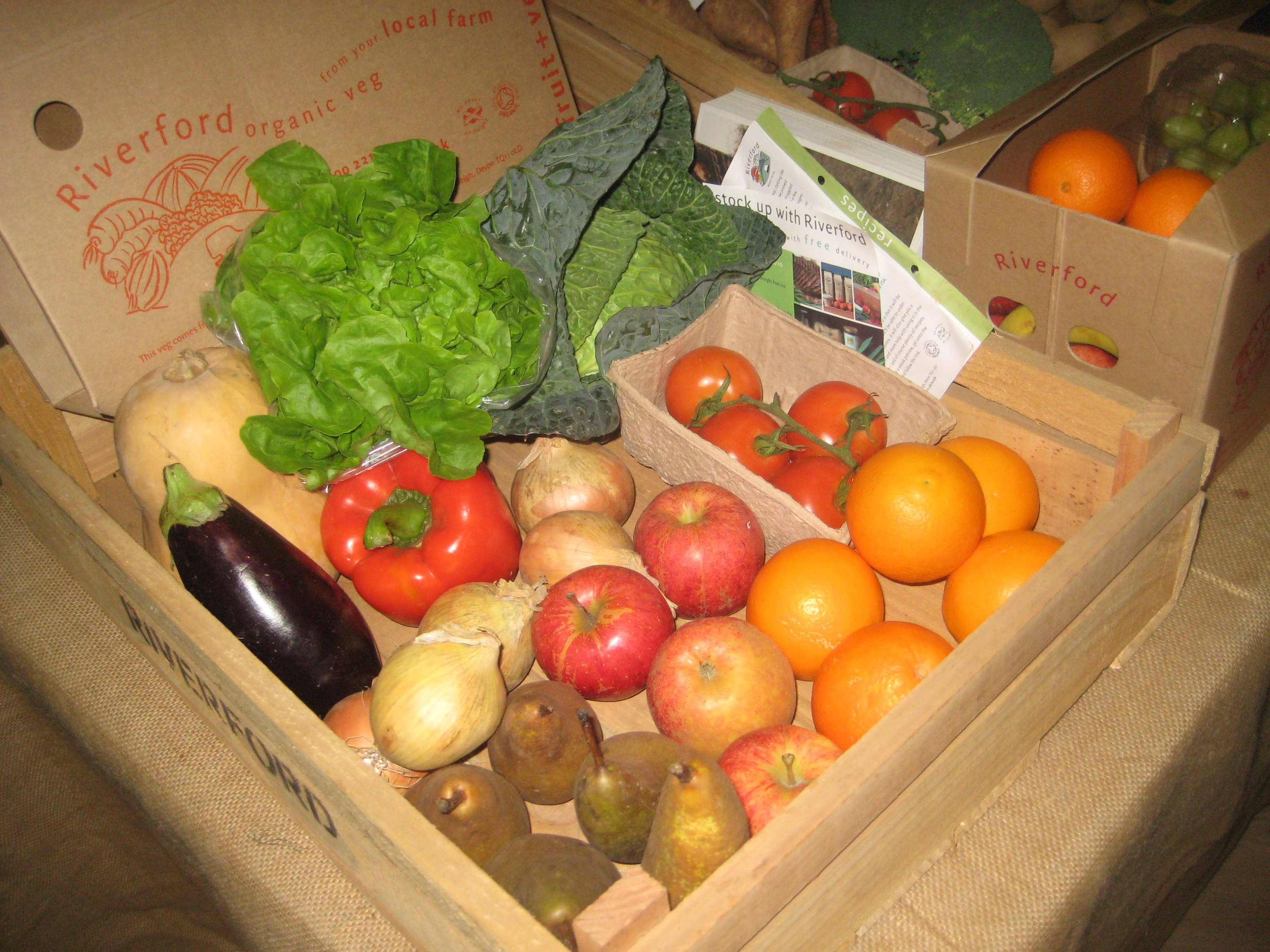
Uma caixa de alimentos biológicos de um serviço de entrega de alimentos biológicos

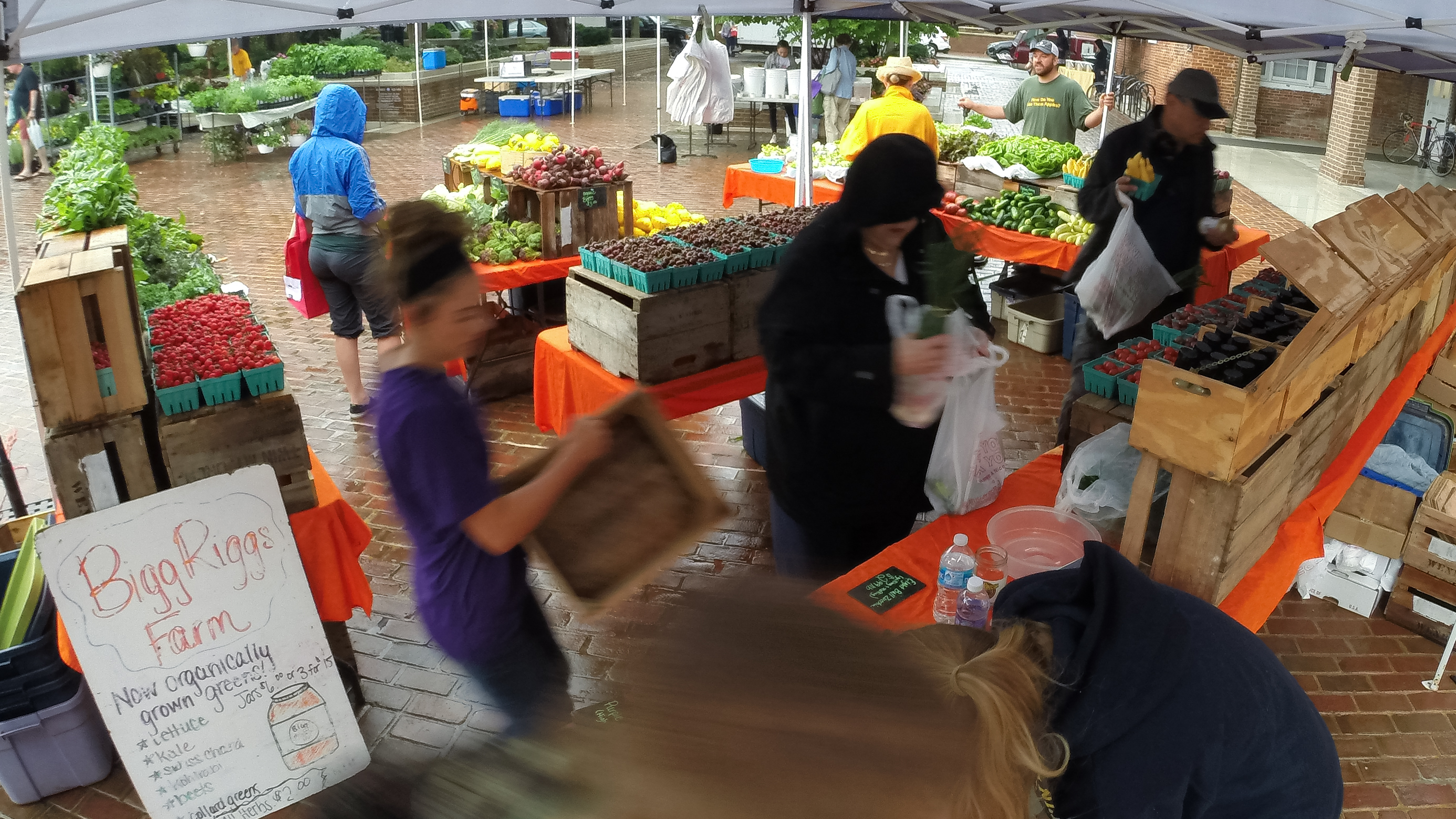
Um mercado de produtores que oferece alimentos produzidos pela agricultura apoiada pela comunidade e que também entrega pedidos online

As cooperativas podem existir tanto no lado do agricultor da produção de alimentos como no lado do consumidor. As cooperativas agrícolas referem-se a acordos em que os agricultores reúnem recursos, quer para cultivar as suas colheitas, quer para comercializar as suas colheitas. As cooperativas de consumo referem-se frequentemente a cooperativas alimentares onde os membros compram uma parte da loja. As mercearias cooperativas, ao contrário das mercearias corporativas, são propriedade social e, portanto, os excedentes não podem ser retirados da loja como lucro. Como resultado, as cooperativas alimentares não trabalham com fins lucrativos, mantendo potencialmente os preços mais representativos dos custos. Outras formas de cooperativas que se desenvolveram mais recentemente incluem a agricultura apoiada pela comunidade, onde os membros da comunidade compram uma parte da colheita de uma exploração agrícola, e também podem estar envolvidos no trabalho agrícola, operando tanto no lado do consumidor como no lado do produtor dos sistemas alimentares. A partilha de hortas une proprietários individuais de terras e produtores de alimentos, enquanto variações desta abordagem organizam grupos de horticultores para assistência mútua.
As associações e cooperativas de produtores reforçam os meios de subsistência dos pequenos produtores agrícolas, permitindo a conjugação de recursos para alcançar escala, facilitando o acesso aos recursos produtivos e aumentando o poder de comercialização. A coordenação com outros intervenientes também é fundamental para gerir os riscos de mercado. Os benefícios mútuos podem ser alcançados, por exemplo, através de contratos de expedição: os agricultores recebem preços garantidos pelos seus produtos, independentemente das condições de mercado, enquanto que os processadores e distribuidores recebem produtos com a qualidade desejada. Para as cooperativas agrícolas que partilham recursos, o peso do investimento é pago a todos os membros, em vez de ser concentrado num único indivíduo. Uma crítica às cooperativas é que a concorrência reduzida pode reduzir a eficiência.

### Sistemas alimentares alternativos
Os sistemas alimentares alternativos referem-se a alimentos resilientes ou alimentos de emergência, que podem ser definidos como aqueles alimentos, métodos de produção de alimentos ou intervenções que permitiriam uma disponibilidade significativa de alimentos face a um choque alimentar catastrófico global (GCFS). Estas alternativas também podem ajudar a dissociar a produção de alimentos e a utilização dos solos, evitando assim as emissões de gases com efeito de estufa e a perda de habitats associadas à agricultura. Prevê-se que 345,2 milhões de pessoas sofram de insegurança alimentar em 2023 – mais do dobro do número em 2020, mas uma catástrofe global como o inverno nuclear poderia ameaçar milhares de milhões de pessoas com fome em massa. Vários estudos argumentaram que alimentos resilientes poderiam fornecer as calorias necessárias para sustentar a população global, mesmo sem agricultura. De acordo com o livro Feeding Everyone No Matter What e os caminhos de estudo revisados por pares para uma solução completa incluem: conversão em escala global, incluindo bactérias que digerem gás natural (proteína de célula única), extração de alimentos de folhas, e conversão de fibra por enzimas, crescimento de cogumelos ou bactérias, ou um processo de duas etapas envolvendo decomposição parcial de fibra por fungos e/ou bactérias e alimentação de animais como besouros, ruminantes (bovinos, ovinos, etc.), ratos e galinhas. A maior parte do trabalho alimentar alternativo cobre carboidratos e proteínas, mas também existem formas de produzir gordura sintética. Na verdade, como as gorduras são geralmente aquirais, podem ser sintetizadas sem processos biológicos em altas temperaturas e pressões, maior eficiência de o que pode torná-las mais rentáveis do que outros macronutrientes sintéticos. Ao misturar muitos alimentos alternativos, o equilíbrio de micronutrientes é possível. É necessária substancialmente mais investigação nesta área para concretizar sistemas alimentares resilientes para o mundo e até para as nações ricas.

## Comércio justo

O comércio justo pode exigir decisões que conduzam a uma gestão relevante da cadeia de abastecimento.

O comércio justo surgiu nos sistemas alimentares globais para criar um equilíbrio mais excelente entre o preço dos alimentos e o custo da sua produção. É principalmente definido por sistemas de comércio e comunicação mais diretos, através dos quais os produtores têm maior controlo sobre as condições de comércio e obtêm uma fração maior do preço de venda. O principal objetivo do comércio justo é "mudar as relações comerciais internacionais de tal forma que os produtores desfavorecidos possam aumentar o seu controlo sobre o seu próprio futuro, ter um retorno justo e equitativo pelo seu trabalho, continuidade do rendimento e condições de trabalho e de vida dignas através de desenvolvimento". Assim como os sistemas alimentares orgânicos, o comércio justo depende da transparência e do fluxo de informações. Exemplos bem conhecidos de produtos de comércio justo são o  café e o cacau.

## Alterações Climáticas

### Efeitos das alterações climáticas

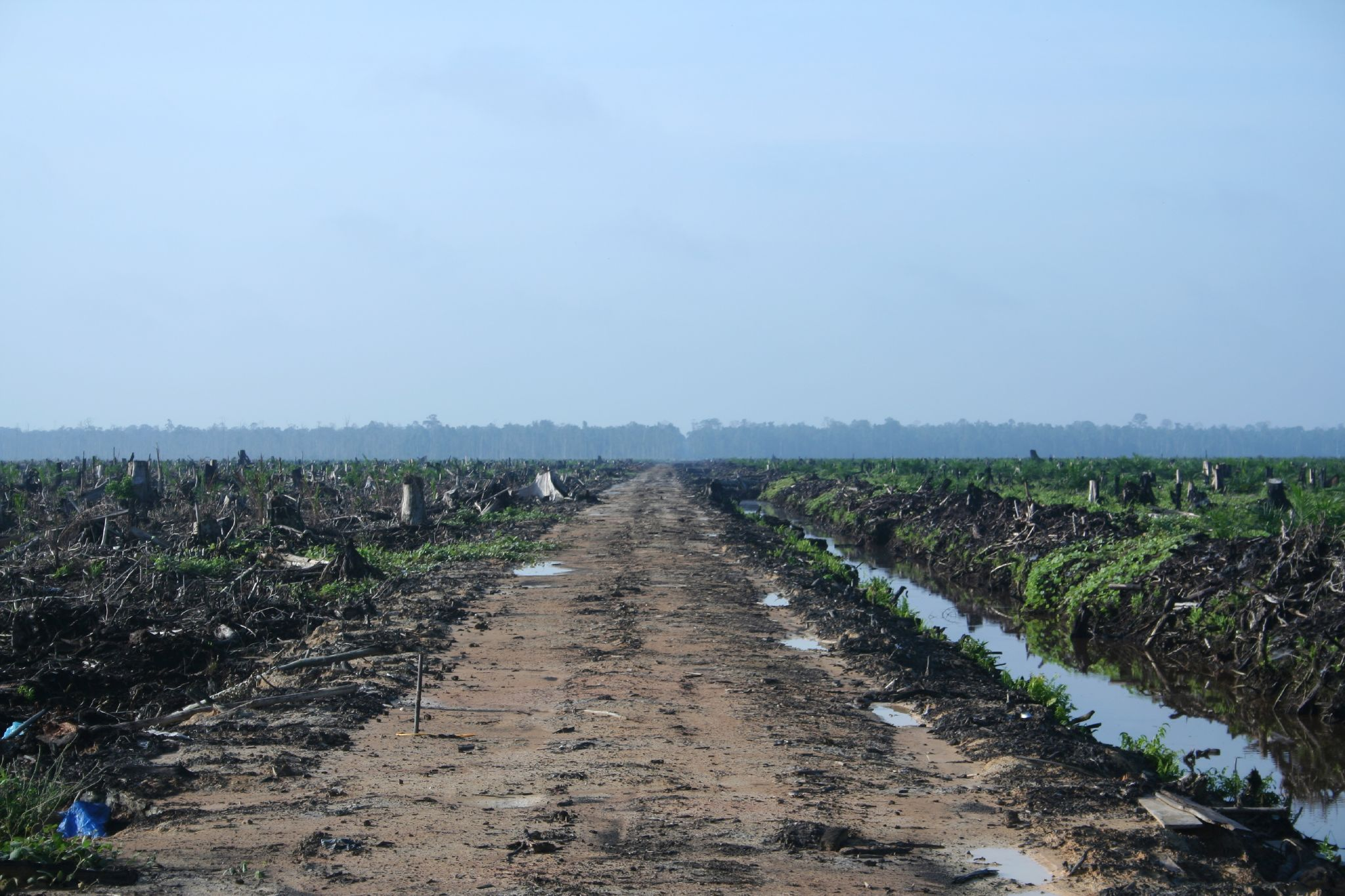
A desflorestação na Indonésia é impulsionada principalmente pela não intervenção nos processos relacionados com a produção e consumo de óleo de palma e tem um grande impacto nas alterações climáticas.

O Relatório Especial do IPCC sobre Alterações Climáticas e Terras descreve o atual sistema alimentar global como tendo potencialmente grandes riscos de segurança alimentar devido às alterações criadas pelas alterações climáticas, incluindo alterações nas condições meteorológicas locais, efeitos socioeconómicos das alterações climáticas, vulnerabilidade de certos tipos de agricultura (tais como como pastoral) e mudanças nas dietas devido à disponibilidade.

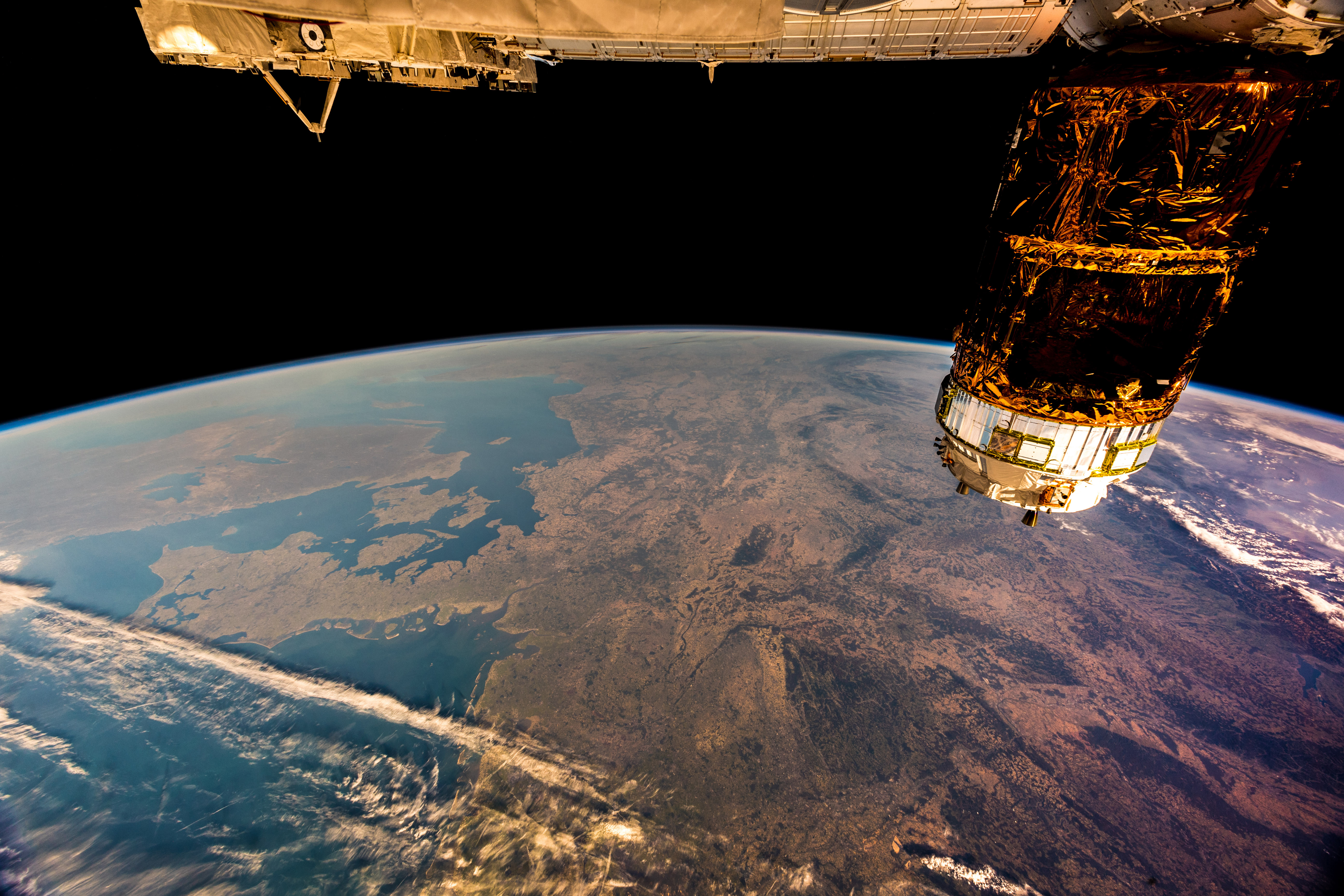
Desflorestação na Europa, 2020. O continente reduziu a sua cobertura vegetal original para menos de 30% para poder realizar a sua agricultura e pecuária.

O sistema alimentar é uma das maiores fontes de emissões de gases com efeito de estufa, sendo responsável por entre 21 e 37% das emissões globais. Em 2020, uma análise de evidências para o Mecanismo de Aconselhamento Científico da União Europeia concluiu que, sem mudanças significativas, as emissões aumentariam 30-40% até 2050 devido ao crescimento populacional e à mudança nos padrões de consumo, e concluiu que "o custo ambiental combinado de estima-se que a produção de alimentos ascenda a cerca de 12 biliões de dólares por ano, aumentando para 16 biliões de dólares em 2050". Outro estudo de 2020 concluiu que a redução das emissões do sistema alimentar global é essencial para alcançar os objetivos climáticos do Acordo de Paris .
Os relatórios do IPCC e da UE concluíram que é viável adaptar o sistema alimentar para reduzir os impactos das emissões de gases com efeito de estufa e as preocupações com a segurança alimentar, ao mesmo tempo que se avança para uma dieta sustentável.